# Gynocladius scalpellosus
Gynocladius scalpellosus är en tvåvingeart som beskrevs av Mendes, Saether och Andrade-morraye 2005. Gynocladius scalpellosus ingår i släktet Gynocladius och familjen fjädermyggor. Inga underarter finns listade i Catalogue of Life.